# DB-Baureihe ET 170
Die normalspurigen Elektrotriebwagen der Baureihe ET 170 (ab 1968 Baureihe 470) waren in den 1950er Jahren aus der Baureihe ET 171 entwickelt worden. 1959 wurden sie der Öffentlichkeit vorgestellt und mit zunächst 16 Triebzügen an die Deutsche Bundesbahn ausgeliefert. Weitere acht Triebzüge folgten in einer zweiten Serie 1967, und von 1968 bis 1970 wurden die letzten 21 Fahrzeuge dieses Typs geliefert. Am Bau der insgesamt 45 Triebzüge waren die Unternehmen MAN, O&K, Rathgeber, Wegmann, SSW und BBC beteiligt. Wie die Vorgängerbaureihe bestand auch die zweite Generation aus einem dreiteiligen Triebzug ohne Wagenübergang mit der bei der S-Bahn Hamburg verwendeten 1200-Volt-Gleichstrom-Ausrüstung. Die Triebzüge waren im Bw Hamburg-Ohlsdorf beheimatet und bis 2002 im Einsatz. Die Nachfolgegeneration der DB-Baureihe 472 kam ab 1974 zum Betriebseinsatz.

## Konstruktion

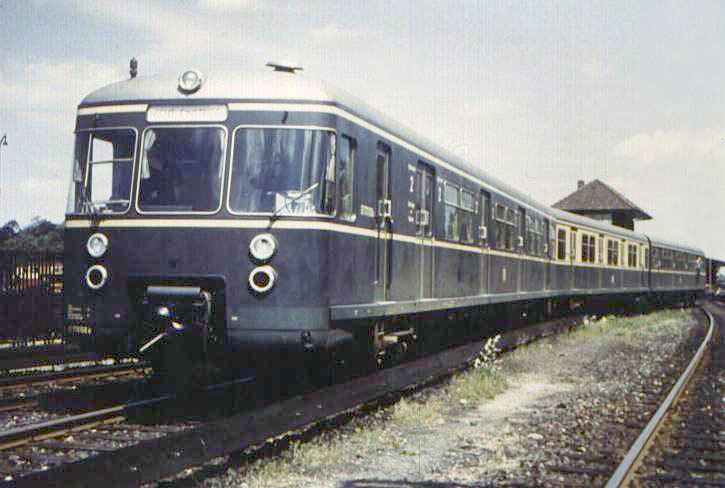
ET 170 im Juli 1960 im Bw Ohlsdorf

Der Triebzug ist eine dreiteilige Garnitur und besteht aus zwei Endtriebwagen und einem nicht angetriebenen Mittelwagen. Die Betriebsnummern waren 470 101–470 145 beziehungsweise 470 401–470 445 für die Endtriebwagen und 870 101–870 145 für die Mittelwagen.
Für die Wagenkästen wurde eine geschweißte Leichtbaukonstruktion gewählt, bei der die Bodenwanne als tragendes Teil ausgeführt ist. Dadurch konnte gegenüber den Vorgängerzügen 20 t Gewicht eingespart werden.
Die Führerstandsfenster an der Stirnfront des Zuges sind zu beiden Seiten hin gebogen ausgeführt, um einen besseren Rundblick des Triebfahrzeugführers zu ermöglichen. Die Endwagen haben an der Stirnseite automatische Scharfenbergkupplungen. Zwischen den Wagen einer Garnitur ist eine Kurzkupplung vorhanden, die sich nur in der Werkstatt lösen lässt. Zwischen den Wagen gibt es keinen Durchgang für die Reisenden. Jeder Wagen hat an beiden Seiten vier Doppelschiebetüren, die sich elektropneumatisch schließen. Am Kopf der beiden Endtriebwagen befindet sich jeweils links eine Einzelschiebetür.
Die Drehgestelle wurden von dem Hersteller Wegmann mit einem verwindungsweichen H-Rahmen gefertigt. Schraubenfedern und Dämpfer sorgen für das kontrollierte Abfedern der Radsätze und des Fahrzeugrahmens auf dem Drehgestell.
Die Farbgebung der Baureihe 470 war ursprünglich dunkelblau mit cremefarbenen Zierlinien an der Dachkante und unterhalb der Fenster, der Mittelwagen hatte ein cremefarbenes Fensterband. Ab den 1980ern waren auch ozeanblau/beige Triebzüge unterwegs, wobei abweichend vom DB-Schema das Fensterband in Ozeanblau und die unteren Wagenseiten in Beige gehalten waren. Die Triebwagen wurden zuletzt auch häufig als Werbeträger genutzt.
Der Fahrstrom wird über vier Stromabnehmer pro Wagenseite aufgenommen, die normalerweise über einen Druckluftantrieb und bei Störungen auch manuell mit Hilfe eines isolierten Stromabnehmer-Schlüssels an- oder abgelegt werden können.
In den beiden Endwagen sind je vier Gleichstrom-Reihenschlussmotoren in Tatzlagerbauart vorhanden. Die Mittelwagen werden nicht angetrieben, dienen aber zur Unterbringung elektrischer Aggregate (beispielsweise der Widerstände für die elektrische Bremse) in ihrer Bodenwanne. Aufgrund der Leichtbauweise und der etwas stärkeren Motoren erreichten die neuen Triebwagen nun 100 km/h als Höchstgeschwindigkeit.
Auch bei dieser Baureihe gab es im Auslieferungszustand die Möglichkeit, Energie beim Bremsen ins Netz zurück zu speisen. Wenn das Netz die Energie nicht aufnahm, wurde automatisch auf die Widerstandsbremse umgeschaltet. Aufgrund der damals sehr störanfälligen und wartungsintensiven elektrischen Bremssteuerung wurde ab Mitte der 1970er Jahre die Möglichkeit zur Nutzbremsung verworfen.

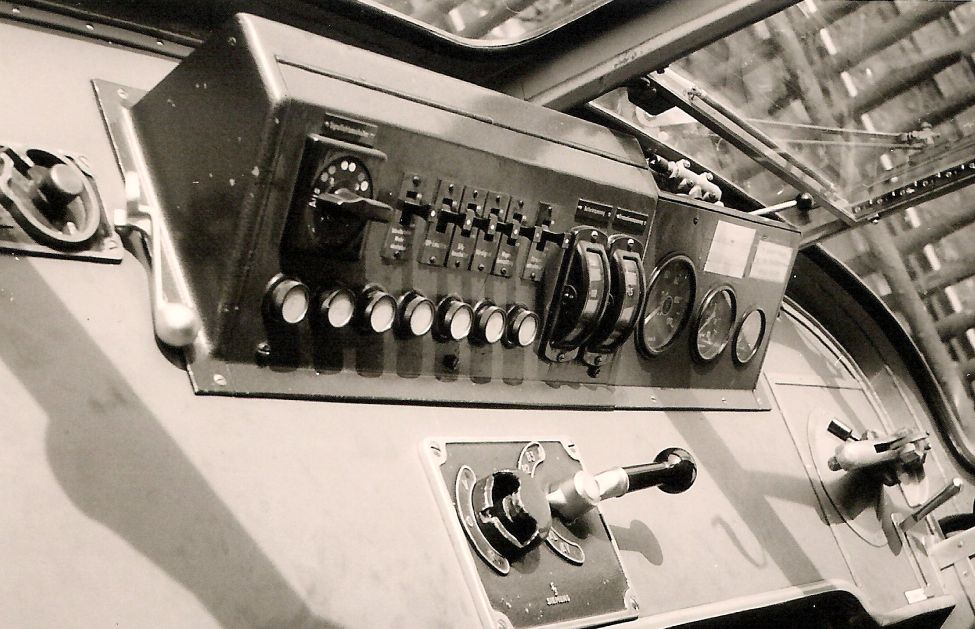
Fahrpult im ET 170

Der Triebwagen verfügt über eine Scheibenbremse, Sifa, Zugbahnfunk und Vielfachsteuerung. Letztere ermöglicht im Betrieb die Kombination mit den Baureihen 471, 470 und 472.
Die Wagen haben innen einen Großraum mit offenen vis-a-vis-Abteilen. Die Mittelwagen sind als 1. Klasse und die Endwagen als 2. Klasse ausgeführt. Hinter den Führerständen sind Traglastenabteile mit Klappsitzen zu finden. Alle Wagen hatten bis zur Abschaffung der Raucherlaubnis in den 1970er Jahren getrennte Raucher- und Nichtraucherabteile. Die Raucherabteile lagen in den Triebwagen zweiter Klasse jeweils zwischen dem Traglasten- und dem Nichtraucherabteil, wobei Traglasten- und Raucherabteil durch eine Wand mit mittiger Schiebetür voneinander getrennt waren. Eine durchgehende Wand mit Fünfer-Sitzreihe trennte bei den Wagen der ersten Lieferung (1959) die Raucher- und Nichtraucherabteile sowohl der ersten als auch der zweiten Klasse in der Wagenmitte. Diese Trennwände hatten bei den Wagen der zweiten Lieferung (1967–70), anstelle des mittleren Sitzes, einen Durchgang mit Klapptür, welche mit einem Fenster versehen war, das senkrechte, matte Zierstreifen trug. In den 1980er Jahren wurden zunächst die Trennwandtüren ausgebaut, später auch die gesamten Trennwände entfernt, bis auf einen kleinen Steg an der Decke, der auch die Wagennummer trug.

## Nummerierung
Jede dreiteilige Zugeinheit bestand aus einem Triebwagen mit Nummer 470 1xy, einem Mittelwagen 870 1xy und einem weiteren Triebwagen mit Nummer 470 4xy, wobei xy der Reihe nach von 01 bis 45 lief. Dies ist analog zu den älteren Zügen der Baureihe 471/871, mit dem Unterschied, dass die Mittelwagen die Hunderter-Ziffer 0 hatten (also 871 0xy). Der Grund, warum bei der Baureihe 470 Ordnungsnummern erst ab 101 vergeben wurden, lag darin, dass man Nummern-Dopplungen mit der Deutschen Reichsbahn vermeiden wollte: Die Züge wurden (vor Umstellung auf sechsstellige Computer-Nummern) als ET 170 bezeichnet, und auch die Deutsche Reichsbahn entwickelte ungefähr zeitgleich Züge der Baureihe ET 170 („Blaues Wunder“), deren Ordnungsnummern bei 001 begannen.

## Verbleib

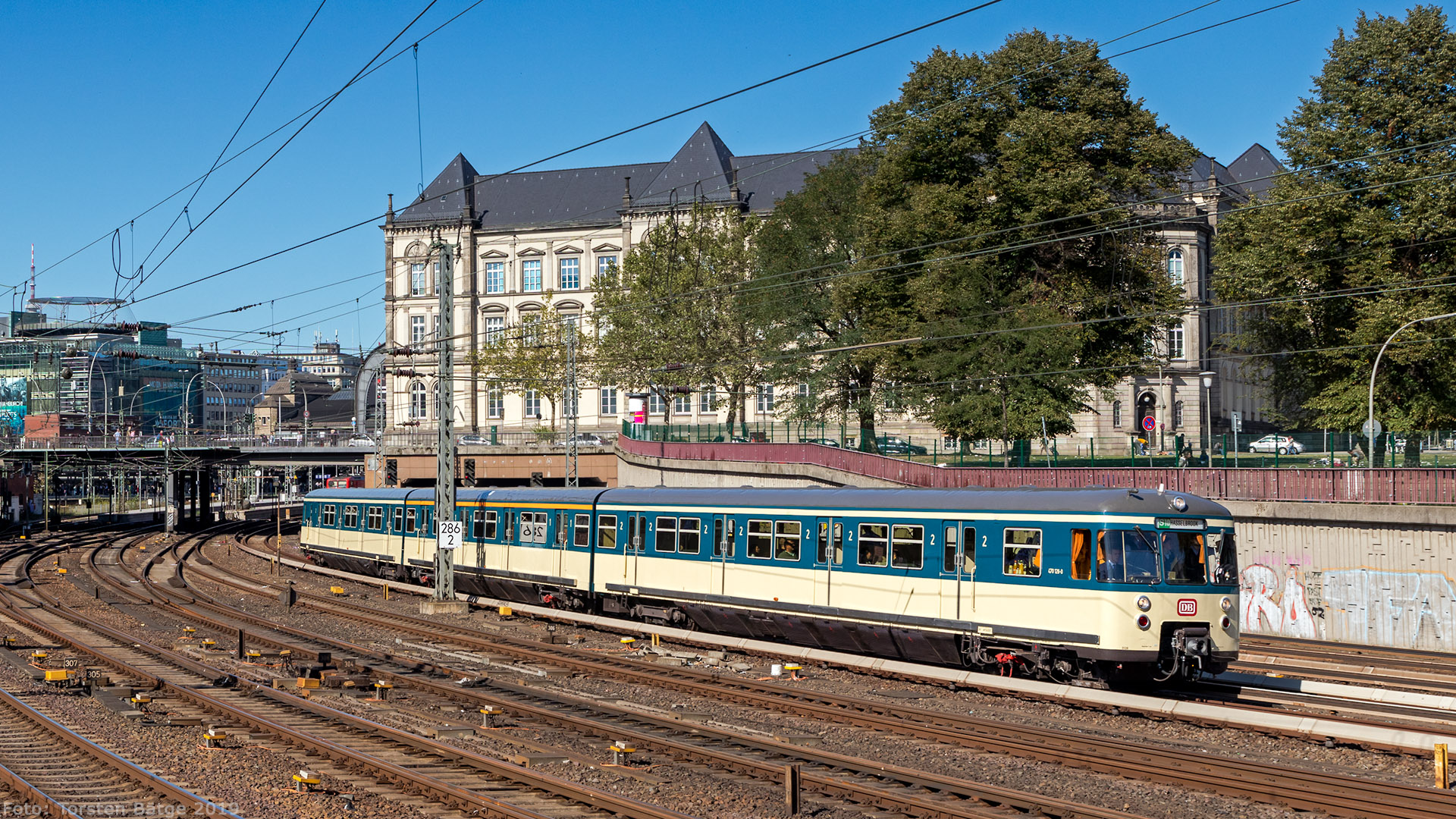
Museumszug 470 128-0

Die Baureihen 470 und 471 sind durch die Baureihe 474 ersetzt worden. Letzter planmäßiger Einsatztag der Baureihe 470 war der 17. Dezember 2002.
Es sind drei Einheiten erhalten, Triebzug 470 136 (Expo-Zug), welcher seit seiner Abstellung im Erlebnisbahnhof Schmilau als Café dient, des Weiteren befinden sich der Triebzug 470 129 und der Endwagen 470 437 im Besitz des „Vereins Historische S-Bahn Hamburg“
Triebzug 470 128 ist seit Oktober 2015 Museumszug des „Vereins Historische S Bahn Hamburg“.